# Limodorum abortivum
Limodorum abortivum är en orkidéart som först beskrevs av Carl von Linné, och fick sitt nu gällande namn av Olof Swartz. Limodorum abortivum ingår i släktet Limodorum och familjen orkidéer.

## Underarter
Arten delas in i följande underarter:
- L. a. abortivum
- L. a. gracile
- L. a. rubrum

## Bildgalleri

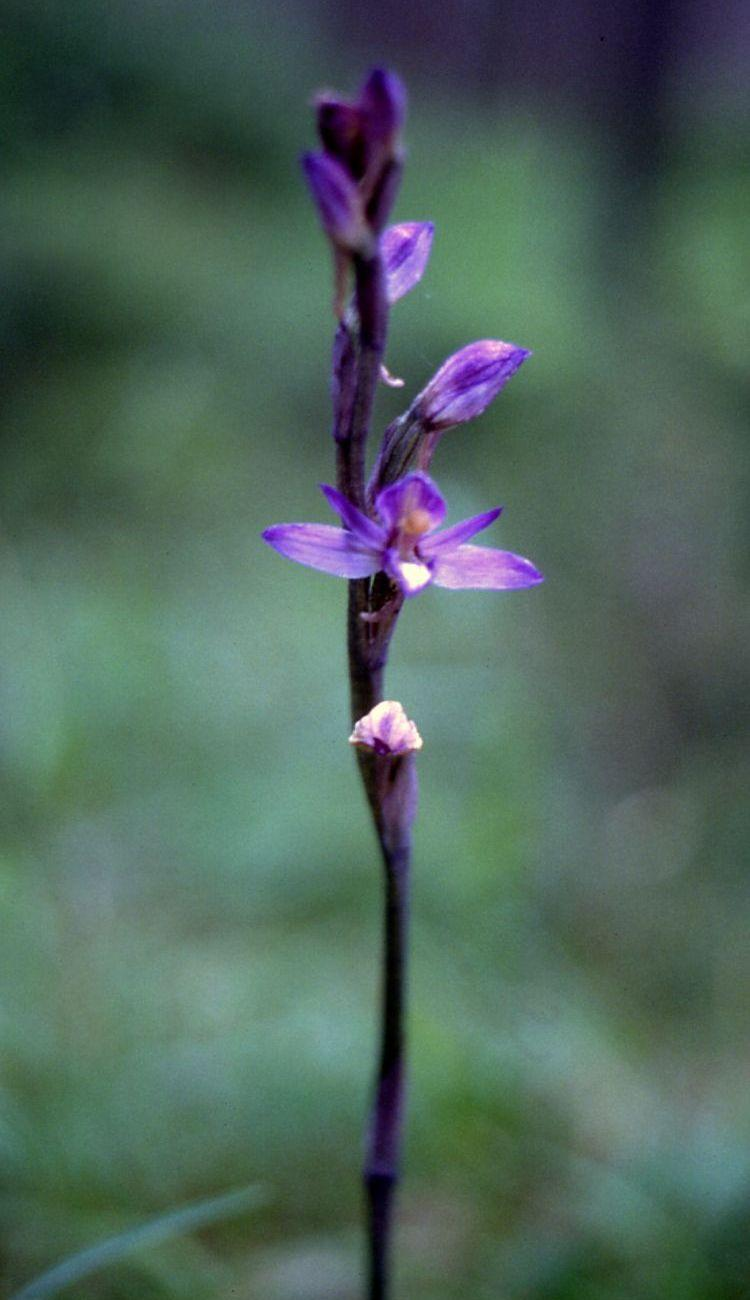
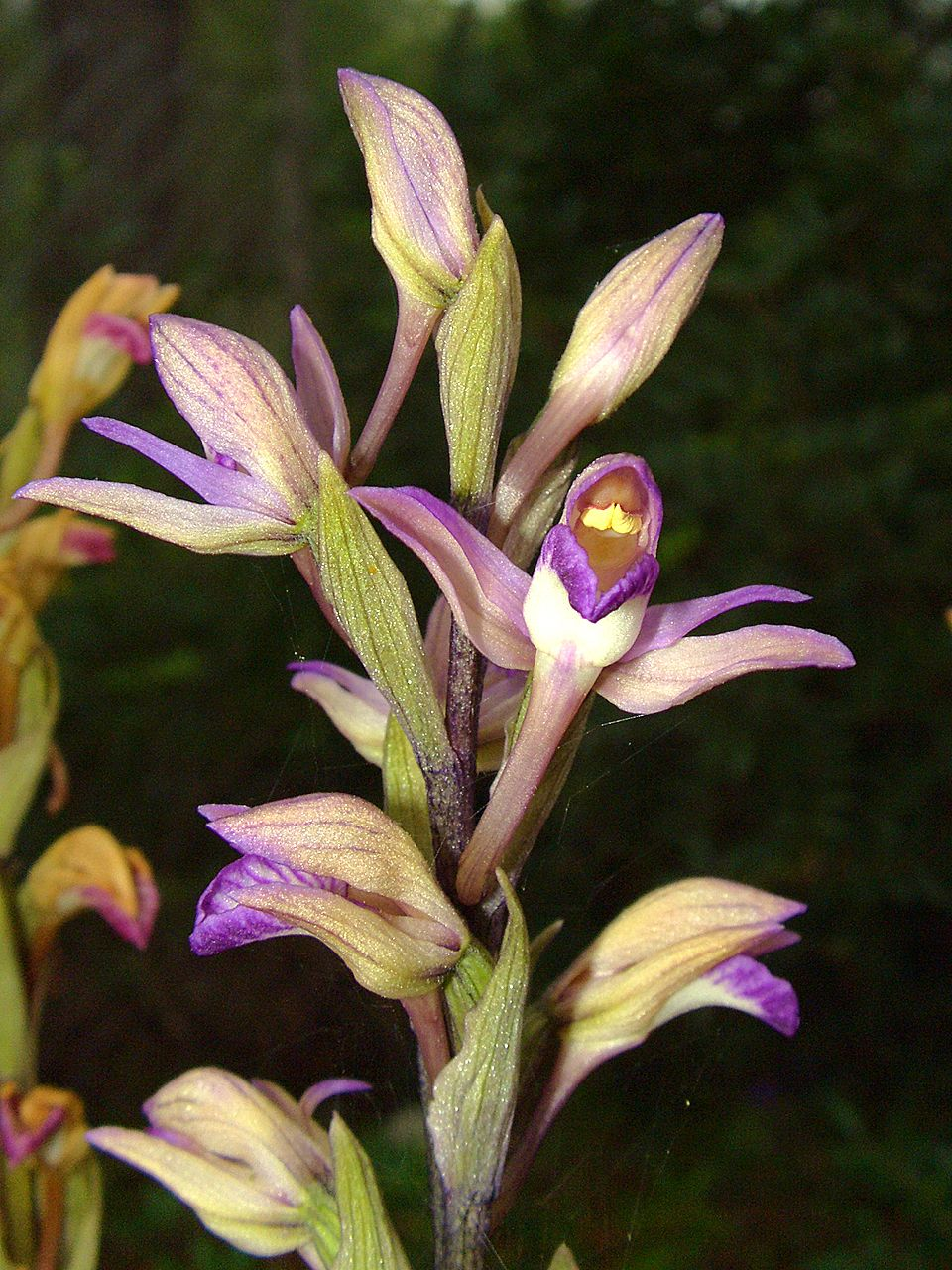
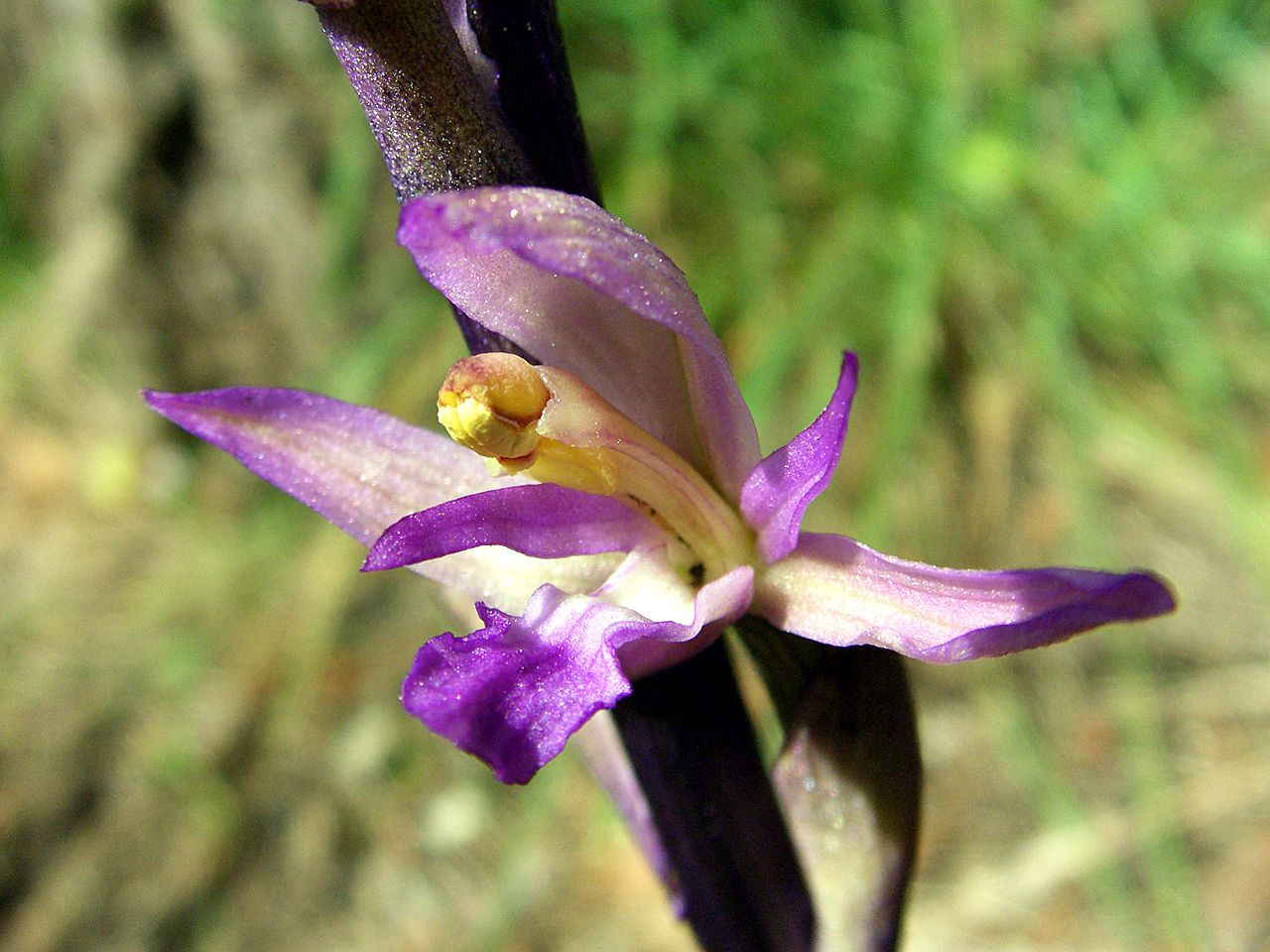
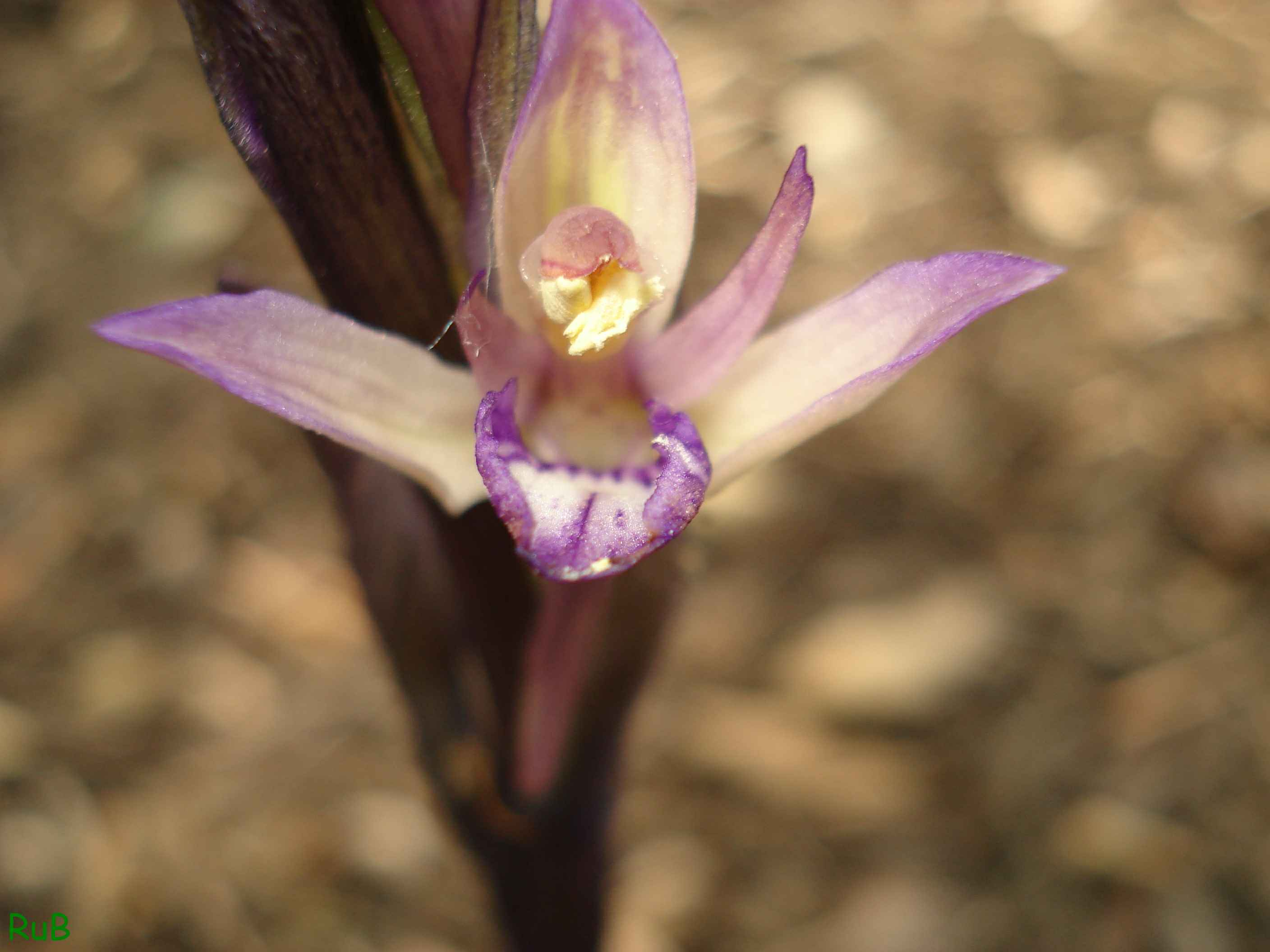
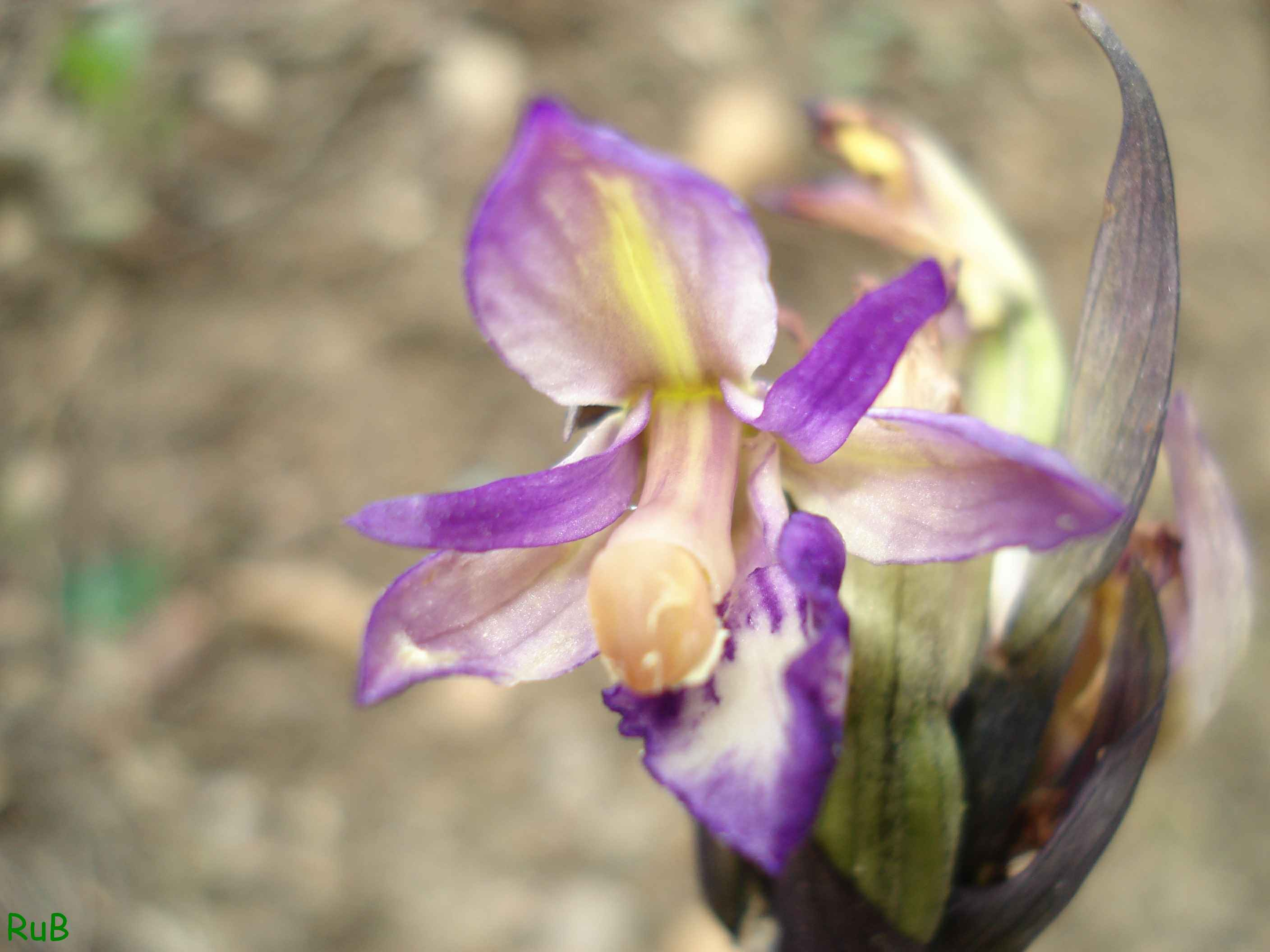
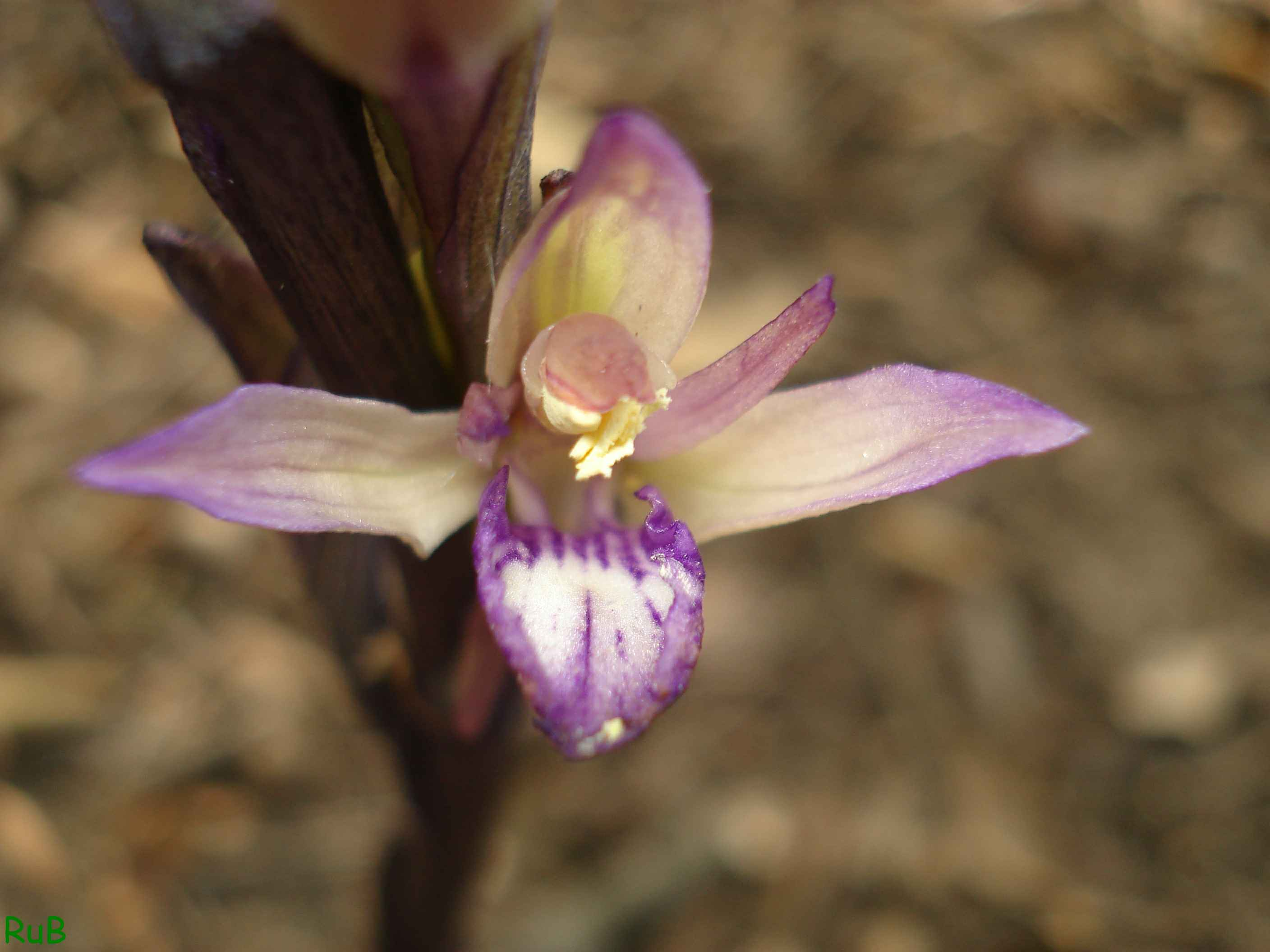